# Entwicklungssoziologie
Entwicklungssoziologie ist ein Zweig der Soziologie, der sich mit der Erforschung und Analyse sozialer, wirtschaftlicher und politischer Gegebenheiten in Entwicklungsländern befasst. Es bestehen zahlreiche Überschneidungen mit der Entwicklungsethnologie. Aufgrund der Mehrdeutigkeit des Begriffes steht Entwicklungssoziologie jedoch auch für jenen Bereich der Soziologie, welcher sich mit der Untersuchung von Prozessen der Individualitätsentwicklung, insbesondere in der Auseinandersetzung mit sozialen Gruppen und Institutionen, beschäftigt.

## Begriff
Da der Begriff „Entwicklungsländer“ – wie seine Vorgänger („unterentwickelte Länder“) und Nachfolger („Dritte Welt“) – immer auch verhohlen politisch ist und hier z. B. unterstellt, dass es so etwas wie eine „Entwicklung“ gebe, dass sie positiv aufzufassen sei, und dass die darunter subsumierten Länder dieser Entwicklung auch fähig seien – ist er nicht unbedenklich. Außerdem greift er – für eine sog. 'Spezielle' Soziologie – sehr weit aus, denn die Soziologie auch nur eines Landes umfasst praktisch die ganze Fachdisziplin.

## Theoriebildung und -veränderung
In den 1960er Jahren wurden die ersten deutschen Universitätslehrstühle und Institute für Entwicklungssoziologie eingerichtet (Universitäten Münster und Bielefeld), damals auch getragen von einer optimistischen Sicht der Entwicklungshilfe. Bereits hier fiel auf, dass wohl Einzelstudien (Karl Heinz Pfeffer, Paul Trappe u. a. m.) vorgelegt wurden, theoretische Ansätze aber – mit der Ausnahme von Peter Heintz – lange mangelten. 
Mit dem politischen Niedergang der nun unabhängigen (vormaligen) Kolonien und nicht selten sogar mit ihrem Wandel zu Gescheiterten Staaten schwand dieser Optimismus. 
Es wurde zunehmend deutlich, dass die folgenden inhärenten Annahmen und Vorgehensweisen dringend hinterfragt werden mussten
- Es gibt so etwas wie eine lineare Entwicklung, ausgehend von einem Status quo, verlaufend bis zu einem bestimmten Zielpunkt.
- Die wirtschaftliche bzw. politische Entwicklung eines Landes erfolgt relativ unabhängig von deren kulturellen und sozialen Charakteristiken.
- Es gilt das Prinzip der Nachholenden Entwicklung, dem zufolge die sogenannten Entwicklungsländer Schritt für Schritt die Entwicklungserfolge der Industrienationen nachholen können.
- Die Mittel der Entwicklungshilfe werden der Regierung des jeweiligen Landes zur Verfügung gestellt.
- Eigene Experten werden in das jeweilige Land entsandt, um die Umsetzung der Projekte anzuleiten.

Derzeit werden dezentrale, regionalisierte, sogenannte Graswurzel-Ansätze favorisiert.
Das Problem der Wirkungsanalyse von Entwicklungsprojekten bleibt jedoch aufgrund der Komplexität sowohl der eingesetzten Strategien als auch deren Auswirkungen weiterhin bestehen.